# Argentina Open
Argentina Open, også kendt som Abierto Argentino, er en årlig tennisturnering for mandlige tennisspillere, der finder sted i Buenos Aires, Argentina. Turneringen blev etableret i 1927 under navnet Argentina International Championships og omfattede både mænds og kvinders konkurrencer fra 1928 til 1987, hvorefter kvindernes turnering blev afbrudt. Denne begivenhed er nu en del af ATP Tour 250-serien og spilles på udendørs grusbaner i Buenos Aires Lawn Tennis Club i Palermo-kvarteret, med en kapacitet på op til 5.500 tilskuere. Normalt afholdt i februar, omfatter turneringen både en herresingle- og en herredoublekonkurrence. Mellem 1970 og 1989 var den en del af Grand Prix-tenniskredsen og blev klassificeret som en Grand Prix Super Series-begivenhed i 1970-71.

## Finaler

### Singler
| År        | Vinder                 | Finalist               | Score                          |
| --------- | ---------------------- | ---------------------- | ------------------------------ |
| 1927      | Juan Carlos Morea      | Héctor Cattaruzza      | 6–3, 6–3, 4–6, 7–5.            |
| 1928      | Ronald Boyd            | Juan Carlos Morea      | 6–4, 3–6, 6–1, 6–1.            |
| 1930      | Fred Perry             | Eric Peters            | 6–4, 6–1, 6–0.                 |
| 1931      | Ronald Boyd            | Lucilo Del Castillo    | 11–9, 6–4, 6–2.                |
| 1932      | Guillermo Robson       | Adriano Zappa          | 6–1, 6–2, 6–3.                 |
| 1933      | Guillermo Robson (2)   | Adriano Zappa          | 6–0, 6–3, 6–3.                 |
| 1934      | Guillermo Robson (3)   | Lucilo Del Castillo    | 6–1, 6–1, 4–6, 3–6, 6–4.       |
| 1935      | Giorgio de Stefani     | Lucilo Del Castillo    | 10–8, 10–8, 6–1.               |
| 1937      | Alcides Procópio       | Héctor Cattaruzza      | 9–11, 6–3, 6–1, 6–3.           |
| 1938      | Franjo Punčec          | Josip Palada           | 2–6, 6–4, 7–5, 6–0.            |
| 1939      | Alejo Russell          | Pancho Segura          | 2–6, 6–3, 4–6, 6–4, 6–1.       |
| 1940      | Don McNeill            | Elwood Cooke           | 8–6, 4–6, 6–0, 6–3.            |
| 1941      | Don McNeill (2)        | Jack Kramer            | 6–3, 8–6, 0–6, 7–9, 7–5.       |
| 1942      | Don McNeill (3)        | Andrés Hammersley      | 6–3, 4–6, 6–2, 8–6.            |
| 1943      | Don McNeill (4)        | Pancho Segura          | 6–4, 6–1, 5–7, 6–3.            |
| 1944      | Enrique Morea          | Heraldo Weiss          | 6–2, 8–6, 2–6, 1–6, 6–3.       |
| 1945      | men's event not held   | men's event not held   | men's event not held           |
| 1946      | Bob Falkenburg         | Enrique Morea          | 6–4, 5–7, 6–4, 3–6, 7–5.       |
| 1947      | Frank Parker           | Enrique Morea          | 6–2, 6–4, 6–2.                 |
| 1948      | Eric Sturgess          | Vic Seixas             | 6–1, 3–6, 6–3, 6–4.            |
| 1949      | Enrique Morea (2)      | Tom Brown              | 7–5, 6–3, 6–2.                 |
| 1950      | Enrique Morea (3)      | Ricardo Balbiers       | 4–6, 3–6, 6–2, 6–1, 6–2.       |
| 1951      | Enrique Morea (4)      | Fausto Gardini         | 6–3, 6–1, 6–3.                 |
| 1952      | Jaroslav Drobný        | Enrique Morea          | 6–8, 6–1, 6–0, 6–2.            |
| 1953      | Ernesto Della Paolera  | Eduardo Prado          | 6–2, 6–1, 3–2, AB..            |
| 1954      | Enrique Morea (5)      | Jaroslav Drobný        | 2–6, 6–3, 6–3, 6–0.            |
| 1955      | Luis Ayala             | Art Larsen             | 6–2, 6–4, 0–6, 6–0.            |
| 1956      | Enrique Morea (6)      | Ulf Schmidt            | 6–2, 6–1, 6–2.                 |
| 1957      | Luis Ayala (2)         | Enrique Morea          | 6–8, 6–4, 6–2, 6–2             |
| 1958      | Mario Llamas           | Enrique Morea          | 6–4, 9–7, 1–6, 2–6.            |
| 1959      | Manuel Santana         | Luis Ayala             | 6–2, 7–5, 2–6, 9–7.            |
| 1960      | Luis Ayala (3)         | Manuel Santana         | 6–3, 3–6, 6–3, 7–5, 8–6.       |
| 1961      | Pierre Darmon          | Enrique Morea          | 6–1, 6–1, 6–1.                 |
| 1962      | Jan-Erik Lundqvist     | Patricio Rodríguez     | 2–6, 6–4, 7–5, 2–6, 6–3.       |
| 1963      | Nicola Pietrangeli     | Ronald Barnes          | 6–2, 4–6, 6–4, 6–3.            |
| 1964      | Chuck McKinley         | Manuel Santana         | 6–4, 1–6, 4–6, 6–3, 4–5, retd. |
| 1965      | Nicola Pietrangeli (2) | Cliff Drysdale         | 6–8, 6–4, 6–0, 1–6, 7–5        |
| 1966      | Cliff Richey           | Thomaz Koch            | 6–3, 6–2, 2–6, 6–0.            |
| 1967      | Cliff Richey (2)       | José Edison Mandarino  | 7–5, 6–8, 6–3, 6–3.            |
| Open era  |                        |                        |                                |
| 1968      | Roy Emerson            | Rod Laver              | 9–7, 6–4, 6–4.                 |
| 1969      | François Jauffret      | Željko Franulović      | 3–6, 6–2, 6–4, 6–3             |
| 1970      | Željko Franulović      | Manuel Orantes         | 6–4, 6–2, 6–0.                 |
| 1971      | Željko Franulović (2)  | Ilie Năstase           | 6–3, 7–6, 6–1.                 |
| 1972      | Karl Meiler            | Guillermo Vilas        | 6–7, 2–6, 6–4, 6–4, 6–4.       |
| 1973      | Guillermo Vilas        | Björn Borg             | 3–6, 6–7, 6–4, 6–6 retd.       |
| 1974      | Guillermo Vilas (2)    | Manuel Orantes         | 6–3, 0–6, 7–5, 6–2.            |
| 1975      | Guillermo Vilas (3)    | Adriano Panatta        | 6–1, 6–4, 6–4.                 |
| 1976      | Guillermo Vilas (4)    | Jaime Fillol           | 6–2, 6–2, 6–3.                 |
| 1977A     | Guillermo Vilas (5)    | Wojciech Fibak         | 6–4, 6–3, 6–0.                 |
| 1977N     | Guillermo Vilas (6)    | Jaime Fillol           | 6–2, 7–5, 3–6, 6–3.            |
| 1978      | José Luis Clerc        | Víctor Pecci           | 6–4, 6–4                       |
| 1979      | Guillermo Vilas (7)    | José Luis Clerc        | 6–1, 6–2, 6–1                  |
| 1980      | José Luis Clerc (2)    | Rolf Gehring           | 6–7, 2–6, 7–5, 6–0, 6–3        |
| 1981      | Ivan Lendl             | Guillermo Vilas        | 6–2, 6–2                       |
| 1982      | Guillermo Vilas (8)    | Alejandro Ganzábal     | 6–2, 6–4                       |
| 1983–1984 | Ikke afholdt           | Ikke afholdt           | Ikke afholdt                   |
| 1985      | Martín Jaite           | Diego Pérez            | 6–4, 6–2                       |
| 1986      | Jay Berger             | Franco Davín           | 6–3, 6–3                       |
| 1987      | Guillermo Pérez Roldán | Jay Berger             | 3–2 retired                    |
| 1988      | Javier Sánchez         | Guillermo Pérez Roldán | 6–2, 7–6                       |
| 1989–1992 | Ikke afholdt           | Ikke afholdt           | Ikke afholdt                   |
| 1993      | Carlos Costa           | Alberto Berasategui    | 3–6, 6–1, 6–4                  |
| 1994      | Àlex Corretja          | Javier Frana           | 6–3, 5–7, 7–6(7–3)             |
| 1995      | Carlos Moyá            | Félix Mantilla         | 6–0, 6–3                       |
| 2001      | Gustavo Kuerten        | José Acasuso           | 6–1, 6–3                       |
| 2002      | Nicolás Massú          | Agustín Calleri        | 2–6, 7–6(7–5), 6–2             |
| 2003      | Carlos Moyá (2)        | Guillermo Coria        | 6–3, 4–6, 6–4                  |
| 2004      | Guillermo Coria        | Carlos Moyá            | 6–4, 6–1                       |
| 2005      | Gastón Gaudio          | Mariano Puerta         | 6–4, 6–4                       |
| 2006      | Carlos Moyá (3)        | Filippo Volandri       | 7–6(8–6), 6–4                  |
| 2007      | Juan Mónaco            | Alessio di Mauro       | 6–1, 6–2                       |
| 2008      | David Nalbandian       | José Acasuso           | 3–6, 7–6(7–5), 6–4             |
| 2009      | Tommy Robredo          | Juan Mónaco            | 7–5, 2–6, 7–6(7–5)             |
| 2010      | Juan Carlos Ferrero    | David Ferrer           | 5–7, 6–4, 6–3                  |
| 2011      | Nicolás Almagro        | Juan Ignacio Chela     | 6–3, 3–6, 6–4                  |
| 2012      | David Ferrer           | Nicolás Almagro        | 4–6, 6–3, 6–2                  |
| 2013      | David Ferrer (2)       | Stan Wawrinka          | 6–4, 3–6, 6–1                  |
| 2014      | David Ferrer (3)       | Fabio Fognini          | 6–4, 6–3                       |
| 2015      | Rafael Nadal           | Juan Mónaco            | 6–4, 6–1                       |
| 2016      | Dominic Thiem          | Nicolás Almagro        | 7–6(7–2), 3–6, 7–6(7–4)        |
| 2017      | Alexandr Dolgopolov    | Kei Nishikori          | 7–6(7–4), 6–4                  |
| 2018      | Dominic Thiem (2)      | Aljaž Bedene           | 6–2, 6–4                       |
| 2019      | Marco Cecchinato       | Diego Schwartzman      | 6–1, 6–2                       |
| 2020      | Casper Ruud            | Pedro Sousa            | 6–1, 6–4                       |
| 2021      | Diego Schwartzman      | Francisco Cerúndolo    | 6–1, 6–2                       |
| 2022      | Casper Ruud (2)        | Diego Schwartzman      | 5–7, 6–2, 6–3                  |
| 2023      | Carlos Alcaraz         | Cameron Norrie         | 6–3, 7–5                       |
| 2024      | Facundo Díaz Acosta    | Nicolás Jarry          | 6–3, 6–4                       |
| 2025      | Joao Fonseca           | Francisco Cerúndolo    | 6–4, 7–6(7–1)                  |

### Dobbelt
| Year      | Champions                                  | Runners-up                            | Score                   |
| --------- | ------------------------------------------ | ------------------------------------- | ----------------------- |
| 1968      | Andrés Gimeno Fred Stolle                  | Rod Laver Roy Emerson                 | 6–3, 4–6, 7–5, 6–1      |
| 1969      | Patricio Cornejo Jaime Fillol              | Roy Emerson Frew McMillan             | W/O                     |
| 1970      | Bob Carmichael Ray Ruffels                 | Željko Franulović Jan Kodeš           | 7–5, 6–2, 5–7, 6–7, 6–3 |
| 1971      | Željko Franulović Ilie Năstase             | Patricio Cornejo Jaime Fillol         | 6–4, 6–4                |
| 1972      | Jaime Fillol (2) Jaime Pinto-Bravo         | Barry Phillips-Moore Iván Molina      | 2–6, 7–6, 6–2           |
| 1973      | Ricardo Cano Guillermo Vilas               | Patricio Cornejo Iván Molina          | 7–6, 6–3                |
| 1974      | Manuel Orantes Guillermo Vilas (2)         | Clark Graebner Thomaz Koch            | 6–4, 6–3                |
| 1975      | Paolo Bertolucci Adriano Panatta           | Jürgen Fassbender Hans-Jürgen Pohmann | 7–6, 6–7, 6–4           |
| 1976      | Carlos Kirmayr Tito Vázquez                | Ricardo Cano Belus Prajoux            | 6–4, 7–5                |
| 1977      | Ion Țiriac Guillermo Vilas (3)             | Ricardo Cano Antonio Muñoz            | 6–4, 6–0                |
| 1978      | Chris Lewis Van Winitsky                   | José Luis Clerc Belus Prajoux         | 6–4, 3–6, 6–0           |
| 1979      | Tomáš Šmíd Sherwood Stewart                | Marcos Hocevar João Soares            | 6–1, 7–5                |
| 1980      | Hans Gildemeister Andrés Gómez             | Ángel Giménez Jairo Velasco Sr.       | 6–4, 7–5                |
| 1981      | Marcos Hocevar João Soares                 | Álvaro Fillol Jaime Fillol            | 7–6, 6–7, 6–4           |
| 1982      | Hans Kary Zoltán Kuharszky                 | Ángel Giménez Manuel Orantes          | 7–5, 6–2                |
| 1983–1984 | Ikke afholdt                               | Ikke afholdt                          | Ikke afholdt            |
| 1985      | Martín Jaite Christian Miniussi            | Eduardo Bengoechea Diego Pérez        | 6–4, 6–3                |
| 1986      | Loïc Courteau Horst Skoff                  | Gustavo Luza Gustavo Tiberti          | 3–6, 6–4, 6–3           |
| 1987      | Sergio Casal Tomás Carbonell               | Jay Berger Horacio De La Peña         | W/O                     |
| 1988      | Carlos Costa Javier Sánchez                | Eduardo Bengoechea José Luis Clerc    | 6–3, 3–6, 6–3           |
| 1989–1992 | Ikke afholdt                               | Ikke afholdt                          | Ikke afholdt            |
| 1993      | Tomás Carbonell (2) Carlos Costa (2)       | Sergio Casal Emilio Sánchez           | 6–4, 6–4                |
| 1994      | Sergio Casal (2) Emilio Sánchez            | Tomás Carbonell Francisco Roig        | 6–3, 6–2                |
| 1995      | Vince Spadea Christo van Rensburg          | Jiří Novák David Rikl                 | 6–3, 6–3                |
| 2001      | Lucas Arnold Ker Tomás Carbonell (3)       | Mariano Hood Sebastián Prieto         | 5–7, 7–5, 7–6(7–5)      |
| 2002      | Gastón Etlis Martín Rodríguez              | Simon Aspelin Andrew Kratzmann        | 3–6, 6–3, [10–4]        |
| 2003      | Mariano Hood Sebastián Prieto              | Lucas Arnold David Nalbandian         | 6–2, 6–2                |
| 2004      | Lucas Arnold Ker (2) Mariano Hood (2)      | Federico Browne Diego Veronelli       | 7–5, 6–7(2–7), 6–4      |
| 2005      | František Čermák Leoš Friedl               | José Acasuso Sebastián Prieto         | 6–2, 7–5                |
| 2006      | František Čermák (2) Leoš Friedl (2)       | Vasilis Mazarakis Boris Pašanski      | 6–1, 6–2                |
| 2007      | Sebastián Prieto (2) Martín García         | Rubén Ramírez Hidalgo Albert Montañés | 6–4, 6–2                |
| 2008      | Agustín Calleri Luis Horna                 | Werner Eschauer Peter Luczak          | 6–0, 6–7(6–8), [10–2]   |
| 2009      | Marcel Granollers Alberto Martín           | Nicolás Almagro Santiago Ventura      | 6–3, 5–7, [10–8]        |
| 2010      | Sebastián Prieto (3) Horacio Zeballos      | Simon Greul Peter Luczak              | 7–6(7–4), 6–3           |
| 2011      | Oliver Marach Leonardo Mayer               | Franco Ferreiro André Sá              | 7–6(8–6), 6–3           |
| 2012      | David Marrero Fernando Verdasco            | Michal Mertiňák André Sá              | 6–4, 6–4                |
| 2013      | Simone Bolelli Fabio Fognini               | Nicholas Monroe Simon Stadler         | 6–3, 6–2                |
| 2014      | Marcel Granollers (2) Marc López           | Pablo Cuevas Horacio Zeballos         | 7–5, 6–4                |
| 2015      | Jarkko Nieminen André Sá                   | Pablo Andújar Oliver Marach           | 4–6, 6–4, [10–7]        |
| 2016      | Juan Sebastián Cabal Robert Farah          | Íñigo Cervantes Paolo Lorenzi         | 6–3, 6–0                |
| 2017      | Juan Sebastián Cabal (2) Robert Farah (2)  | Santiago González David Marrero       | 6–1, 6–4                |
| 2018      | Andrés Molteni Horacio Zeballos (2)        | Juan Sebastián Cabal Robert Farah     | 6–3, 5–7, [10–3]        |
| 2019      | Máximo González Horacio Zeballos (3)       | Diego Schwartzman Dominic Thiem       | 6–1, 6–1                |
| 2020      | Marcel Granollers (3) Horacio Zeballos (4) | Guillermo Durán Juan Ignacio Londero  | 6–4, 5–7, [18–16]       |
| 2021      | Tomislav Brkić Nikola Ćaćić                | Ariel Behar Gonzalo Escobar           | 6–3, 7–5                |
| 2022      | Santiago González Andrés Molteni (2)       | Horacio Zeballos Fabio Fognini        | 6–1, 6–1                |
| 2023      | Simone Bolelli (2) Fabio Fognini           | Nicolás Barrientos Ariel Behar        | 6–2, 6–4                |
| 2024      | Simone Bolelli (3) Andrea Vavassori        | Marcel Granollers Horacio Zeballos    | 6–2, 7–6(8–6)           |
| 2025      | Guido Andreozzi Theo Arribage              | Rafael Matos Marcelo Melo             | 7–5, 4–6, [10–7]        |